# Viry (Saône-et-Loire)
Viry ist eine französische Gemeinde mit 260 Einwohnern (Stand: 1. Januar 2022) im Département Saône-et-Loire in der Region Bourgogne-Franche-Comté (vor 2016 Bourgogne). Sie gehört zum Arrondissement Charolles und zum Kanton Charolles.

## Geographie
Viry liegt etwa 56 Kilometer südwestlich von Chalon-sur-Saône.
Nachbargemeinden von Viry sind Martigny-le-Comte im Norden, Mornay im Osten und Nordosten, Saint-Bonnet-de-Joux im Osten, Vendenesse-lès-Charolles im Süden, Charolles im Westen und Südwesten, Fontenay im Westen sowie Baron im Nordwesten.

## Bevölkerungsentwicklung
| Jahr                      | 1962 | 1968 | 1975 | 1982 | 1990 | 1999 | 2006 | 2011 | 2016 |
| Einwohner                 | 347  | 335  | 334  | 295  | 224  | 244  | 244  | 247  | 253  |
| Quelle: Cassini und INSEE |      |      |      |      |      |      |      |      |      |

## Sehenswürdigkeiten

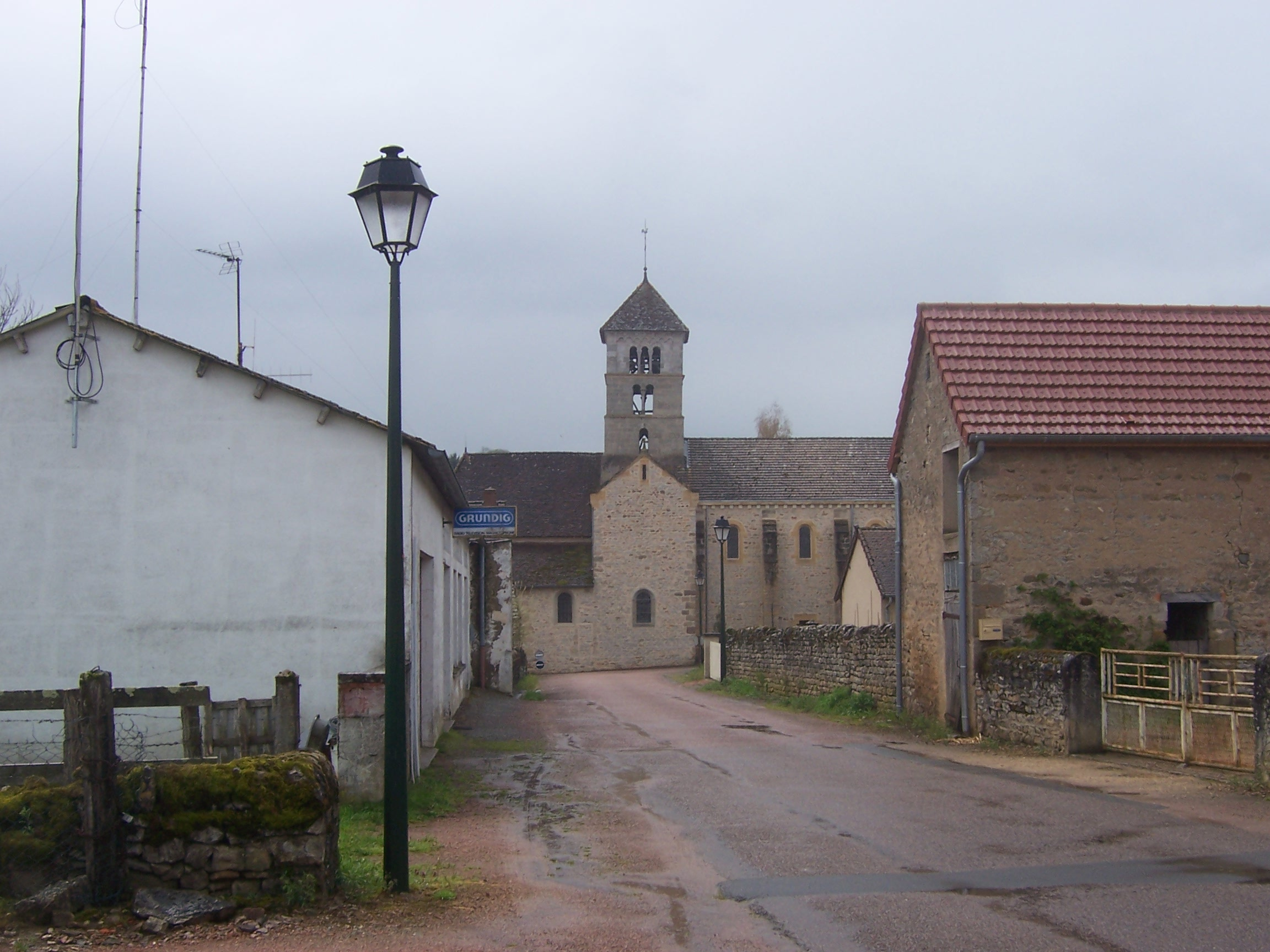
Kirche Saint-Barthélemy

- Kirche Saint-Barthélemy
- Turm von Juchaux